# Passiv-Aktiv-Transfer
Der Passiv-Aktiv-Transfer (manchmal auch Passiv-Aktiv-Tausch), kurz PAT, ist ein Finanzierungsmodell im öffentlich geförderten Beschäftigungssektor. Er wurde von der Diakonie entwickelt. Wie bei anderen Modellen des Kombilohns geht es darum, Arbeitslosen durch staatliche Zuschüsse eine Beschäftigung zu ermöglichen. 

## Geschichte
Der PAT ist eine Reaktion auf die Arbeitsmarktreformen seit dem Beginn der 2000er Jahre, insbesondere auf die Zusammenlegung von Arbeitslosenhilfe und Sozialhilfe zur neuen Grundsicherung für Arbeitsuchende im Zuge der „Agenda 2010“. „Die Arbeitsmarktreformen seit dem Beginn der 2000er Jahre, die Instrumentenreform des Jahres 2012 und die Kürzungen der Mittel der aktiven Arbeitsförderung der letzten Jahre haben zu einer Verringerung der Chancen von Langzeitarbeitslosen auf eine Integration in den Arbeitsmarkt geführt“, so die Diakonie in einem Positionspapier. Als wichtigste Gegenmaßnahme wird darin der Ausbau der „öffentlich geförderten Beschäftigung“ gefordert. Diese soll durch den Passiv-Aktiv-Transfer finanziert werden.
Mit der „Initiative Pro Arbeit“ wirbt die Diakonie für das Konzept in der Öffentlichkeit und in der Politik. Einige Parteien und politische Institutionen fordern ebenfalls eine „öffentlich geförderte Beschäftigung“, so der Deutsche Landkreistag und der Deutsche Städtetag. Um den PAT dauerhaft und flächendeckend einzuführen, wären gesetzliche Änderungen nötig, für die es bis jetzt keine politische Mehrheit gibt.

## Konzept und Finanzierung
Die Grundidee des PAT ist es, Arbeit statt Arbeitslosigkeit zu finanzieren. Dafür werden alle Geldmittel, die ein Hartz IV-Empfänger erhält, zusammengefasst. Zusammen mit dem Geld, das mit der Arbeit erwirtschaftet wird, und/oder einem Zuschuss ergibt dies einen Lohn, mit dem eine sozialversicherungspflichtige Stelle geschaffen werden kann.
Beispielrechnungen im Vergleich: 
Hartz IV-Bezug und Passiv-Aktiv-Transfer (Stand: 2015)
|                                                               | Hartz IV    | Passiv-Aktiv-Transfer |
| ------------------------------------------------------------- | ----------- | --------------------- |
| Kosten für Unterkunft                                         | 350,00 Euro | 350,00 Euro           |
| Kosten für die Regelleistung                                  | 424,00 Euro | 424,00 Euro           |
| Kosten Kranken- und Pflegeversicherung                        | 156,01 Euro | 156,01 Euro           |
| Markterlöse und/oder öffentlicher Zuschuss                    | -           | 762,33 Euro           |
| Bruttolohnkosten gesamt (8,50 € pro Stunde, 39 Wochenstunden) | -           | 1.692,34 Euro         |
| Kosten Rundfunkbeitrag                                        | 0 Euro      | 17,50 Euro            |
| Kosten Monatskarte Durchschnitt                               | 0 Euro      | 77,50 Euro            |
| Dem Betroffenen bleiben                                       | 774,00 Euro | 968,07 Euro           |
| Rückfluss Kranken- und Pflegeversicherung                     | 156,01 Euro | 252,09 Euro           |
| Rückfluss Rentenversicherung                                  | 0 Euro      | 285,86 Euro           |
| Rückfluss Steuer                                              | 0 Euro      | 91,32 Euro            |

## Rahmenbedingungen und erwartete Effekte
Zielgruppe für den PAT sind Hartz IV-Empfänger, die länger als ein Jahr arbeitslos sind. Um eine Brücke in den allgemeinen Arbeitsmarkt zu schlagen, soll der PAT von jedem Arbeitgeber beantragt werden können.
Neben den höheren Rückflüssen an Steuern und Abgaben, erwarten die Initiatoren weitere positive Effekte, zum Beispiel:
- Vermeidung längerer Arbeitslosigkeit
- Weniger Krankheitskosten
- Erhalt der Arbeitsfähigkeit
- Stabilisierung und positive Wirkung bei Problemen wie Sucht oder Schulden
- Vermeidung von Isolation
- Gewinnung und Erhalt von Fachkräften
- Übernahme von Gemeinwohlarbeiten

## Modellversuche
Projekte, die nach dem Prinzip des „Passiv-Aktiv-Transfer“ gestaltet sind, gibt es unter anderem in Frankfurt/Main (Frankfurter Arbeitsmarktprogramm), Nordrhein-Westfalen und Baden-Württemberg (als Teil des Programms „Gute und sichere Arbeit“). Nach Angaben der baden-württembergischen Sozialministerin Katrin Altpeter verläuft das Modellprojekt „Passiv-Aktiv-Tausch“ erfolgreich. 750 langzeitarbeitslose Menschen hätten bisher Beschäftigung gefunden, die Hälfte in der Privatwirtschaft, die andere Hälfte bei Sozialunternehmen und Kommunen.